# Równowaga kwasowo-zasadowa
Równowaga kwasowo-zasadowa - stan utrzymania optymalnego stężenia jonów wodoru w przestrzeniach wewnątrzkomórkowych i zewnątrzkomórkowych ustroju będący wynikiem licznych mechanizmów homeostazy ustrojowej. W warunkach prawidłowych stężenie jonów wodorowych wewnątrz komórki wynosi 100 nmol/l co odpowiada pH ok. 7, a w przestrzeni zewnątrzkomórkowej 40±5 nmol/l (pH 7,35-7,45). Stałe stężenie jonów H+ oznacza się mianem izohydrii. Do oznaczenia parametrów równowagi kwasowo-zasadowej w organizmie człowieka stosuje się gazometrię.
Utrzymanie równowagi kwasowo-zasadowej wymaga:
- Buforowania zmiennych stężeń jonu wodoru
- Eliminację równoważników kwaśnych przez:
  - Płuca – regulacja oddechowa
  - Nerki – regulacja metaboliczna

## Bufory
Wśród buforów w organizmie człowieka do najistotniejszych należą:
| Nazwa buforu           | Reakcja                           | Udział w pojemności buforującej krwi | Przewaga w przestrzeni |
| ---------------------- | --------------------------------- | ------------------------------------ | ---------------------- |
| Bufor wodorowęglanowy  | H2CO3 ↔ H+ + HCO3-                | 70%                                  | Zewnątrzkomórkowej     |
| Bufor hemoglobinianowy | HHb ↔ H+ + Hb- / HHbO2↔ H+ + HbO2 | 21%                                  | Wewnątrzkomórkowej     |
| Bufor białczanowy      | R-COOH ↔ H+ + R-COO-              | 6%                                   | Wewnątrzkomórkowej     |
| Bufor fosforanowy      | H2PO4- ↔ H+ + HPO42-              | 3%                                   | Zewnątrzkomórkowo      |

## Regulacja oddechowa
Poprzez eliminację CO2 przez płuca w procesie oddychania możliwe jest utrzymanie prawidłowego ciśnienia parcjalnego CO2 (pCO2) we krwi i płynach ustrojowych, które dla krwi tętniczej powinno wynosić 32-45 mmHg. Proces ten, jest ściśle związany z możliwością dyfundowania CO2 z krwi, do przestrzeni powietrznych pęcherzyków płucnych. Również prężność tlenu (pO2) ma ścisły związek z prężnością CO2. Tę zależność opisuje fizjologicznie występujący efekt Bohra.
W wyniku upośledzonej eliminacji CO2 przez płuca dochodzi do kwasicy oddechowej. Natomiast w procesie pobudzenia ośrodka oddechowego i hiperwentylacji występuje zasadowica oddechowa.

## Regulacja metaboliczna
Regulacja metaboliczna sprowadza się głównie do eliminacji jonów H+ i zapewnienia odpowiedniej puli zasady buforującej HCO3- przez nerki. Prawidłowe stężenie jonów HCO3- wynosi we krwi tętniczej 21-25 mmol/l. W tym procesie udział biorą następujące mechanizmy:
- wytwarzanie w krwinkach czerwonych jonów HCO3-, w ilości adekwatnej do pCO2
- wchłanianie zwrotne jonów HCO3- w kanalikach nerkowych z moczu pierwotnego

Zaburzenia metaboliczne których skutkiem jest utrata równowagi pomiędzy zasadą buforującą HCO3- a jonami H+, skutkujące przewagą jonów H+ określa się mianem kwasicy metabolicznej. Natomiast nadmierna kumulacja jonów HCO3- prowadzi do zasadowicy metabolicznej.

## Zaburzenia równowagi kwasowo-zasadowej
Zaburzenia równowagi kwasowo-zasadowej rozpoznawane są za pomocą gazometrii krwi tętniczej.